# Himertosoma densepunctatum
Himertosoma densepunctatum är en stekelart som först beskrevs av Pierre L. G. Benoit 1956.  Himertosoma densepunctatum ingår i släktet Himertosoma och familjen brokparasitsteklar. Inga underarter finns listade i Catalogue of Life.